# Haugsbygd
Vang este o localitate din comuna Ringerike, provincia Buskerud, Norvegia, cu o suprafață de 1,54 km² și o populație de 2.140 locuitori (2013).